# Grand Prix Hiszpanii 2007

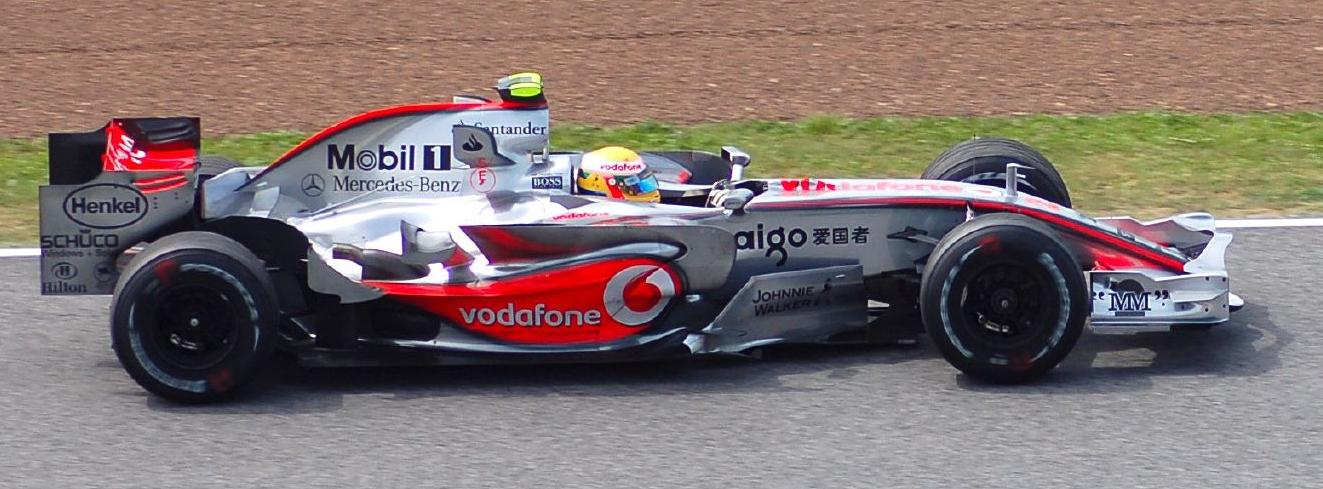
Lewis Hamilton podczas Grand Prix Hiszpanii 2007

Wyniki Grand Prix Hiszpanii, czwartej rundy Mistrzostw Świata Formuły 1 w sezonie 2007.

## Wyniki

### Sesje treningowe
| Sesja | Nr | Kierowca        | Konstruktor      | Czas     | Okr. |
| ----- | -- | --------------- | ---------------- | -------- | ---- |
| 1     | 2  | Lewis Hamilton  | McLaren-Mercedes | 1:21.880 | 22   |
| 2     | 1  | Fernando Alonso | McLaren-Mercedes | 1:21.397 | 33   |
| 3     | 2  | Lewis Hamilton  | McLaren-Mercedes | 1:21.233 | 13   |

### Kwalifikacje
| Poz. | Nr | Kierowca             | Konstruktor        | Opony | Q1       | Q2       | Q3       |
| --- | --- | -------------------- | ------------------ | ----- | -------- | -------- | -------- |
| 1 | 5 | Felipe Massa         | Ferrari            | B     | 1:21,375 | 1:20,597 | 1:21,421 |
| 2 | 1 | Fernando Alonso      | McLaren-Mercedes   | B     | 1:21,609 | 1:20,797 | 1:21,451 |
| 3 | 6 | Kimi Räikkönen       | Ferrari            | B     | 1:21,820 | 1:20,741 | 1:21,723 |
| 4 | 2 | Lewis Hamilton       | McLaren-Mercedes   | B     | 1:21,120 | 1:20,713 | 1:21,785 |
| 5 | 10 | Robert Kubica        | BMW Sauber         | B     | 1:21,941 | 1:21,381 | 1:22,253 |
| 6 | 12 | Jarno Trulli         | Toyota             | B     | 1:22,501 | 1:21,554 | 1:22,324 |
| 7 | 9 | Nick Heidfeld        | BMW Sauber         | B     | 1:21,625 | 1:21,113 | 1:22,389 |
| 8 | 4 | Heikki Kovalainen    | Renault            | B     | 1:21,790 | 1:21,623 | 1:22,568 |
| 9 | 14 | David Coulthard      | Red Bull-Renault   | B     | 1:22,491 | 1:21,488 | 1:22,749 |
| 10 | 3 | Giancarlo Fisichella | Renault            | B     | 1:22,064 | 1:21,677 | 1:22,881 |
| 11 | 16 | Nico Rosberg         | Williams-Toyota    | B     | 1:21,943 | 1:21,968 |          |
| 12 | 8 | Rubens Barrichello   | Honda              | B     | 1:22,502 | 1:22,097 |          |
| 13 | 22 | Takuma Satō          | Super Aguri-Honda  | B     | 1:22,090 | 1:22,115 |          |
| 14 | 7 | Jenson Button        | Honda              | B     | 1:22,503 | 1:22,120 |          |
| 15 | 23 | Anthony Davidson     | Super Aguri-Honda  | B     | 1:22,295 | -        |          |
| 16 | 18 | Vitantonio Liuzzi    | Toro Rosso-Ferrari | B     | 1:22,508 | -        |          |
| 17 | 11 | Ralf Schumacher      | Toyota             | B     | 1:22,666 |          |          |
| 18 | 17 | Alexander Wurz       | Williams-Toyota    | B     | 1:22,769 |          |          |
| 19 | 19 | Mark Webber          | Red Bull-Renault   | B     | 1:23,398 |          |          |
| 20 | 20 | Adrian Sutil         | Spyker-Ferrari     | B     | 1:23,811 |          |          |
| 21 | 21 | Christijan Albers    | Spyker-Ferrari     | B     | 1:23,990 |          |          |
| 22 | 19 | Scott Speed          | Toro Rosso-Ferrari | B     | -        |          |          |
| Poz. | Nr | Kierowca             | Konstruktor        | Opony | Q1       | Q2       | Q3       |
| \| Legenda \| Legenda \| \| ---------------- \| -------------------------------------------------------------------------------------------------------------------------------------------------------------------------------------------------------- \| \| Poz. Nr Q1 Q2 Q3 \| Pozycja zajęta w sesji kwalifikacyjnej Numer startowy kierowcy Wynik uzyskany w pierwszej części kwalifikacji Wynik uzyskany w drugiej części kwalifikacji Wynik uzyskany w trzeciej części kwalifikacji \| | |                      |                    |       |          |          |          |
| Legenda | |                      |                    |       |          |          |          |
| Poz. Nr Q1 Q2 Q3 | Pozycja zajęta w sesji kwalifikacyjnej Numer startowy kierowcy Wynik uzyskany w pierwszej części kwalifikacji Wynik uzyskany w drugiej części kwalifikacji Wynik uzyskany w trzeciej części kwalifikacji |                      |                    |       |          |          |          |

### Wyścig
| P                 | + / –     | Nr | Kierowca             | Konstruktor        | Okr. | Czas / Strata | Komentarz              |
| ----------------- | --------- | -- | -------------------- | ------------------ | ---- | ------------- | ---------------------- |
| 1                 | Bez zmian | 5  | Felipe Massa         | Ferrari            | 65   | 1h31:36.230   |                        |
| 2                 | 2         | 2  | Lewis Hamilton       | McLaren-Mercedes   | 65   | +0:06.790     |                        |
| 3                 | 1         | 1  | Fernando Alonso      | McLaren-Mercedes   | 65   | +0:17.456     |                        |
| 4                 | 1         | 10 | Robert Kubica        | BMW Sauber         | 65   | +0:31.615     |                        |
| 5                 | 4         | 14 | David Coulthard      | Red Bull-Renault   | 65   | +0:58.331     |                        |
| 6                 | 5         | 16 | Nico Rosberg         | Williams-Toyota    | 65   | +0:59.538     |                        |
| 7                 | 1         | 4  | Heikki Kovalainen    | Renault            | 65   | +1:02.128     |                        |
| 8                 | 5         | 22 | Takuma Satō          | Super Aguri-Honda  | 64   | +1 okr.       |                        |
| 9                 | 1         | 3  | Giancarlo Fisichella | Renault            | 65   | +1 okr.       |                        |
| 10                | 2         | 8  | Rubens Barrichello   | Honda              | 65   | +1 okr.       |                        |
| 11                | 4         | 23 | Anthony Davidson     | Super Aguri-Honda  | 64   | +1 okr.       |                        |
| 12                | 2         | 7  | Jenson Button        | Honda              | 64   | +1 okr.       |                        |
| 13                | 7         | 20 | Adrian Sutil         | Spyker-Ferrari     | 63   | +2 okr.       |                        |
| 14                | 7         | 21 | Christijan Albers    | Spyker-Ferrari     | 63   | +2 okr.       | [ 2 ]                  |
| Niesklasyfikowani |           |    |                      |                    |      |               |                        |
|                   |           | 9  | Nick Heidfeld        | BMW Sauber         | 46   |               | skrzynia biegów        |
|                   |           | 11 | Ralf Schumacher      | Toyota             | 44   |               | przednie skrzydło      |
|                   |           | 18 | Vitantonio Liuzzi    | Toro Rosso-Ferrari | 19   |               | hydraulika             |
|                   |           | 19 | Scott Speed          | Toro Rosso-Ferrari | 9    |               | pęknięta opona         |
|                   |           | 6  | Kimi Räikkönen       | Ferrari            | 9    |               | elektryka              |
|                   |           | 12 | Jarno Trulli         | Toyota             | 8    |               | układ paliwowy         |
|                   |           | 15 | Mark Webber          | Red Bull-Renault   | 7    |               | skrzynia biegów        |
|                   |           | 17 | Alexander Wurz       | Williams-Toyota    | 1    |               | kolizja z Schumacherem |
| P                 | + / –     | Nr | Kierowca             | Konstruktor        | Okr. | Czas / Strata | Komentarz              |

### Najszybsze okrążenie
| Nr | Kierowca     | Konstruktor | Czas     | Okr. |
| -- | ------------ | ----------- | -------- | ---- |
| 5  | Felipe Massa | Ferrari     | 1:22.680 | 14   |

## Lista startowa
| Nr | Kierowca             | Zespół                      | Samochód         | Silnik                       | Opony |
| -- | -------------------- | --------------------------- | ---------------- | ---------------------------- | ----- |
| 1  | Fernando Alonso      | Vodafone McLaren Mercedes   | McLaren MP4-22   | Mercedes-Benz FO108T 2,4l V8 | B     |
| 2  | Lewis Hamilton       | Vodafone McLaren Mercedes   | McLaren MP4-22   | Mercedes-Benz FO108T 2,4l V8 | B     |
| 3  | Giancarlo Fisichella | ING Renault F1 Team         | Renault R27      | Renault RS27 2,4l V8         | B     |
| 4  | Heikki Kovalainen    | ING Renault F1 Team         | Renault R27      | Renault RS27 2,4l V8         | B     |
| 5  | Felipe Massa         | Scuderia Ferrari Marlboro   | Ferrari F2007    | Ferrari 056 2,4l V8          | B     |
| 6  | Kimi Räikkönen       | Scuderia Ferrari Marlboro   | Ferrari F2007    | Ferrari 056 2,4l V8          | B     |
| 7  | Jenson Button        | Honda Racing F1 Team        | Honda RA107      | Honda RA807E 2,4l V8         | B     |
| 8  | Rubens Barrichello   | Honda Racing F1 Team        | Honda RA107      | Honda RA807E 2,4l V8         | B     |
| 9  | Nick Heidfeld        | BMW Sauber F1 Team          | BMW Sauber F1.07 | BMW P86/7 2,4l V8            | B     |
| 10 | Robert Kubica        | BMW Sauber F1 Team          | BMW Sauber F1.07 | BMW P86/7 2,4l V8            | B     |
| 11 | Ralf Schumacher      | Panasonic Toyota Racing     | Toyota TF107     | Toyota RVX-07 2,4l V8        | B     |
| 12 | Jarno Trulli         | Panasonic Toyota Racing     | Toyota TF107     | Toyota RVX-07 2,4l V8        | B     |
| 14 | David Coulthard      | Red Bull Racing             | Red Bull RB3     | Renault RS27 2,4l V8         | B     |
| 15 | Mark Webber          | Red Bull Racing             | Red Bull RB3     | Renault RS27 2,4l V8         | B     |
| 16 | Nico Rosberg         | AT&T Williams               | Williams FW29    | Toyota RVX-07 2,4l V8        | B     |
| 17 | Alexander Wurz       | AT&T Williams               | Williams FW29    | Toyota RVX-07 2,4l V8        | B     |
| 18 | Vitantonio Liuzzi    | Scuderia Toro Rosso         | Toro Rosso STR2  | Ferrari 056 2,4l V8          | B     |
| 19 | Scott Speed          | Scuderia Toro Rosso         | Toro Rosso STR2  | Ferrari 056 2,4l V8          | B     |
| 20 | Adrian Sutil         | Etihad Aldar Spyker F1 Team | Spyker F8-VII    | Ferrari 056 2,4l V8          | B     |
| 21 | Christijan Albers    | Etihad Aldar Spyker F1 Team | Spyker F8-VII    | Ferrari 056 2,4l V8          | B     |
| 22 | Takuma Satō          | Super Aguri F1              | Super Aguri SA07 | Honda RA807E 2,4l V8         | B     |
| 23 | Anthony Davidson     | Super Aguri F1              | Super Aguri SA07 | Honda RA807E 2,4l V8         | B     |
| Nr | Kierowca             | Zespół                      | Samochód         | Silnik                       | Opony |

## Klasyfikacja po wyścigu

### Kierowcy
| P  | +/− | Kierowca             | Starty | Punkty | P1 | P2 | P3 | PP | NO | NS |
| -- | --- | -------------------- | ------ | ------ | -- | -- | -- | -- | -- | -- |
| 1  | +2  | Lewis Hamilton       | 4      | 30     | -  | 3  | 1  | -  | 1  | -  |
| 2  | −1  | Fernando Alonso      | 4      | 28     | 1  | 1  | 1  | -  | -  | -  |
| 3  | +1  | Felipe Massa         | 4      | 27     | 2  | -  | -  | 3  | 2  | -  |
| 4  | −2  | Kimi Räikkönen       | 4      | 22     | 1  | -  | 2  | 1  | 1  | 1  |
| 5  | 0   | Nick Heidfeld        | 4      | 15     | -  | -  | -  | -  | -  | 1  |
| 6  | +2  | Robert Kubica        | 4      | 8      | -  | -  | -  | -  | -  | 1  |
| 7  | −1  | Giancarlo Fisichella | 4      | 8      | -  | -  | -  | -  | -  | -  |
| 8  | +1  | Nico Rosberg         | 4      | 5      | -  | -  | -  | -  | -  | 1  |
| 9  | N   | David Coulthard      | 4      | 4      | -  | -  | -  | -  | -  | 3  |
| 10 | −3  | Jarno Trulli         | 4      | 4      | -  | -  | -  | -  | -  | 1  |
| 11 | −1  | Heikki Kovalainen    | 4      | 3      | -  | -  | -  | -  | -  | -  |
| 12 | +3  | Takuma Satō          | 4      | 1      | -  | -  | -  | -  | -  | 1  |
| 13 | −2  | Ralf Schumacher      | 4      | 1      | -  | -  | -  | -  | -  | 1  |
| 14 | −2  | Alexander Wurz       | 4      | -      | -  | -  | -  | -  | -  | 2  |
| 15 | −1  | Rubens Barrichello   | 4      | -      | -  | -  | -  | -  | -  | -  |
| 16 | −3  | Mark Webber          | 4      | -      | -  | -  | -  | -  | -  | 2  |
| 17 | −1  | Jenson Button        | 4      | -      | -  | -  | -  | -  | -  | 1  |
| 18 | +3  | Anthony Davidson     | 4      | -      | -  | -  | -  | -  | -  | -  |
| 19 | +2  | Adrian Sutil         | 4      | -      | -  | -  | -  | -  | -  | 1  |
| 20 | −3  | Christijan Albers    | 4      | -      | -  | -  | -  | -  | -  | 2  |
| 21 | −2  | Vitantonio Liuzzi    | 4      | -      | -  | -  | -  | -  | -  | 2  |
| 22 | −3  | Scott Speed          | 4      | -      | -  | -  | -  | -  | -  | 3  |
| P  | +/− | Kierowca             | Starty | Punkty | P1 | P2 | P3 | PP | NO | NS |

### Konstruktorzy
| P  | +/− | Konstruktor        | Starty | Punkty | P1 | P2 | P3 | PP | NO | NS |
| -- | --- | ------------------ | ------ | ------ | -- | -- | -- | -- | -- | -- |
| 1  | 0   | McLaren-Mercedes   | 8      | 58     | 1  | 4  | 2  | -  | 1  | -  |
| 2  | 0   | Ferrari            | 8      | 49     | 3  | -  | 2  | 4  | 3  | 1  |
| 3  | 0   | BMW Sauber         | 8      | 23     | -  | -  | -  | -  | -  | 2  |
| 4  | 0   | Renault            | 8      | 11     | -  | -  | -  | -  | -  | -  |
| 5  | +1  | Williams-Toyota    | 8      | 5      | -  | -  | -  | -  | -  | 3  |
| 6  | −1  | Toyota             | 8      | 5      | -  | -  | -  | -  | -  | 2  |
| 7  | 0   | Red Bull-Renault   | 8      | 4      | -  | -  | -  | -  | -  | 5  |
| 8  | +1  | Super Aguri-Honda  | 8      | 1      | -  | -  | -  | -  | -  | 1  |
| 9  | −1  | Honda              | 8      | -      | -  | -  | -  | -  | -  | 1  |
| 10 | 0   | Spyker-Ferrari     | 8      | -      | -  | -  | -  | -  | -  | 3  |
| 11 | 0   | Toro Rosso-Ferrari | 8      | -      | -  | -  | -  | -  | -  | 5  |
| P  | +/− | Konstruktor        | Starty | Punkty | P1 | P2 | P3 | PP | NO | NS |

### Prowadzenie w wyścigu
| Nr                              | Kierowca       | Okrążenia          | Suma |
| ------------------------------- | -------------- | ------------------ | ---- |
| 5                               | Felipe Massa   | 1-19, 25-42, 48-65 | 55   |
| 2                               | Lewis Hamilton | 20-22, 43-47       | 8    |
| 9                               | Nick Heidfeld  | 23-24              | 2    |
| \| Wykres \| \| ------ \| \| \| |                |                    |      |
| Wykres                          |                |                    |      |
|                                 |                |                    |      |